# Duque de Rothesay

brasão dos duques de Rothesay: à esquerda, o escudo do High Steward; à direita, o escudo do Lorde das Ilhas; no centro, o escudo dos herdeiros aparentes da Coroa escocesa.

Duque de Rothesay era o título oficial que os herdeiros legítimos do trono do Reino da Escócia possuíam.
Posto que um trono escocês independente não mais existe desde o Tratado de União de 1707, que uniu o Reino da Escócia ao da Inglaterra para formar o Reino da Grã-Bretanha (depois conhecido como Reino Unido com a união posterior ao Reino da Irlanda, o título agora pertence ao herdeiro do trono do Reino Unido).
Este é o título que deve ser usado pelo herdeiro aparente quando estiver na Escócia, em preferência ao títulos ingleses de duque da Cornualha (que também pertence ao filho varão mais velho do monarca por direito) e príncipe de Gales (tradicionalmente cedido ao herdeiro aparente do Reino Unido).
O duque de Rothesay também ostenta outros títulos escoceses, incluindo os de conde de Carrick, barão de Renfrew, lorde das Ilhas e príncipe da Escócia.
O título vem de Rothesay, na ilha de Bute, Argyll e Bute, mas não está associado qualquer entidade legal ou propriedades, a despeito do ducado da Cornualha.

## História
O título foi criado por Roberto III da Escócia em favor de seu filho Davi Stewart em 28 de abril de 1398. Depois de sua morte, o ducado foi dado a seu irmão Jaime, depois Jaime I da Escócia. A partir de então, o herdeiro aparente da Coroa da Escócia passou a deter o título; um ato do Parlamento da Escócia em 1469 confirmou esse padrão de sucessão.
O condado de Carrick existia desde o século XII. Em 1306, Roberto de Bruce, conde de Carrick, tornou-se Roberto I da Escócia, e o condado foi anexado à Coroa. Nos anos que se seguiram, sucessivos reis da Escócia recriaram o título para herdeiros aparentes. Por fim, o ato de 1469 estabeleceu o condado para o filho varão mais velho do monarca escocês.
O baronato de Renfrew, outra dignidade detida sob o ato de 1469, foi primeiramente para um herdeiro aparente em 1404. Na Escócia, barões mantinham títulos feudais, não pariatos: um lorde do Parlamento na Escócia equivale a um barão inglês ou britânico. Entretanto, alguns afirmam que o ato de 1469 efetivamente elevou o baronato de Renfrew à dignidade dum pariato. Outros sugerem que isto aconteceu apenas com a União das Coroas em 1603. Enfim, alguns eruditos argumentam que a dubiedade acerca do texto do ato de 1469 deixa o baronato como título feudal.
O cargo de High Steward da Escócia data de seu primeiro titular, Walter FitzAlan, no século XII. O sétimo High Steward, Roberto, subiu ao trono escocês como Roberto II em 1371. Depois disso, somente os herdeiros aparentes da Coroa detiveram esse cargo. O ato de 1469 também trata disto.

## Lorde das Ilhas
Outro título não-pariato pertencente ao herdeiro aparente, o de lorde das Ilhas, merece destaque. Os lordes das Ilhas, oriundos da família MacDonald, funcionavam como vassalos dos reis escoceses (ou noruegueses) no controle das Hébridas Exteriores. O ambicioso John MacDonald II, quarto lorde das Ilhas, fez um acordo secreto em 1462 com o rei Eduardo IV da Inglaterra, pelo qual procurava fazer de si um soberano independente. Em 1475, Jaime III descobriu as ações do lorde das Ilhas e lhe tomou o título. MacDonald recuperou sua condição posteriormente, mas Jaime IV o destituiu novamente em 1463, depois que seu sobrinho provocou uma rebelião. Em 1540, Jaime V concedeu a dignidade aos herdeiros aparentes da Coroa.

## Base legal
Um ato do Parlamento da Escócia aprovado em 1469 regula a sucessão da maioria destes títulos. Ele estabelece que "o príncipe primogênito para sempre" deveria ostentar o ducado. Se o príncipe primogênito morrer antes do rei, então o ducado vai para o próximo herdeiro aparente. Embora o ato tenha especificado "rei", os filhos mais velhos de rainhas reinantes subseqüentemente também ostentaram o ducado. A interpretação da palavra "príncipe", todavia, não incluiu mulheres. O filho varão mais velho do soberano britânico, como duque de Rothesay, tinha o direito de votar em eleições para pares representantes desde 1707. (Os Atos de União de 1707 entre o Parlamento da Escócia e o Parlamento da Inglaterra unificou formalmente os dois reinos, criando o Reino da Grã-Bretanha). Este direito continuou até 1963, quando o Parlamento do Reino Unido aboliu a eleição de pares representativos.

## Titulares

### Herdeiros aparentes da Escócia
| Imagem | Nome                        | Herdeiro de    | Nascimento              | Feito duque em          | Abdicou em                                         | Morte                   | Outros títulos | Nome real    | Consorte        |
| ------ | --------------------------- | -------------- | ----------------------- | ----------------------- | -------------------------------------------------- | ----------------------- | --- | ------------ | --------------- |
|        | Davi                        | Roberto III    | 24 de outubro de 1378   | 28 de abril de 1398     | 26 de março de 1402                                | 26 de março de 1402     | conde de Carrick e Atholl | –            | Majorie Douglas |
|        | Jaime                       | Roberto III    | 25 de julho de 1394     | 10 de dezembro de 1404  | 4 de abril de 1406 tornou-se rei                   | 21 de fevereiro de 1437 | conde de Carrick | Jaime I      | –               |
|        | Alexandre                   | Jaime I        | 16 de outubro de 1430   | 16 de outubro de 1430   | 1430                                               | 1430                    | – | –            | –               |
|        | Jaime                       | Jaime I        | 16 de outubro de 1430   | 22 de abril de 1431     | 21 de fevereiro de 1437 tornou-se rei              | 3 de agosto de 1460     | conde de Carrick | Jaime II     | –               |
|        | Jaime, 5o duque de Rothesay | Jaime II       | 10 de julho de 1452     | 10 de julho de 1452     | 3 de agosto de 1460 tornou-se rei                  | 11 de junho de 1488     | conde de Carrick, barão de Renfrew | Jaime III    | –               |
|        | Jaime                       | Jaime III      | 17 de março de 1473     | 17 de março de 1473     | 11 de junho de 1488 tornou-se rei                  | 9 de setembro de 1513   | conde de Carrick, barão de Renfrew, lorde de Cunningham                                                                                            | Jaime IV     | –               |
|        | Jaime                       | Jaime IV       | 21 de fevereiro de 1507 | 21 de fevereiro de 1507 | 27 de fevereiro de 1508                            | 27 de fevereiro de 1508 | conde de Carrick, barão de Renfrew | –            | –               |
|        | Artur                       | Jaime IV       | 20 de outubro de 1509   | 20 de outubro de 1509   | 14 de julho de 1510                                | 14 de julho de 1510     | duque de Albany, conde de Carrick, barão de Renfrew                                                                                                | –            | –               |
|        | Jaime                       | Jaime IV       | 15 de abril de 1512     | 15 de abril de 1512     | 9 de setembro de 1513 tornou-se rei                | 14 de dezembro de 1542  | conde de Carrick, barão de Renfrew | Jaime V      | –               |
|        | Jaime                       | Jaime V        | 22 de maio de 1540      | 22 de maio de 1540      | abril de 1541                                      | abril de 1541           | conde de Carrick, barão de Renfrew, lorde das Ilhas                                                                                                | –            | –               |
|        | Jaime                       | Maria          | 19 de junho de 1566     | 19 de junho de 1566     | 24 de julho de 1567 tornou-se rei                  | 27 de março de 1625     | príncipe da Escócia, duque de Albany, conde de Ross e Carrick, barão de Renfrew, lorde Ardmannoch, lorde das Ilhas                                 | Jaime VI & I | –               |
|        | Henrique Frederico          | Jaime VI & I   | 19 de fevereiro de 1594 | 19 de fevereiro de 1594 | 6 de novembro de 1612                              | 6 de novembro de 1612   | príncipe de Gales, conde de Carrick, barão de Renfrew, lorde das Ilhas, duque da Cornualha, conde de Chester                                       | –            | –               |
|        | Carlos                      | Jaime VI & I   | 19 de novembro de 1600  | 6 de novembro de 1612   | 27 de março de 1625 tornou-se rei                  | 30 de novembro de 1649  | príncipe de Gales; duque de Iorque, Albany e Cornualha; marquês de Ormond; conde de Ross e Carrick; barão de Renfrew; lorde Ardmannoch e das Ilhas | Carlos I     | –               |
|        | Carlos Jaime                | Carlos I       | 13 de maio de 1629      | 13 de maio de 1629      | 13 de maio de 1629                                 | 13 de maio de 1629      | duque da Cornualha, conde de Carrick, barão de Renfrew, lorde das Ilhas                                                                            | –            | –               |
|        | Carlos                      | Carlos I       | 29 de maio de 1630      | 29 de maio de 1630      | 30 de janeiro de 1649 tornou-se rei/título abolido | 6 de fevereiro de 1685  | príncipe de Gales; duque da Cornualha; conde de Carrick e Chester; barão de Renfrew; lorde das Ilhas                                               | Carlos II    | –               |
|        | Jaime Francisco Eduardo     | Jaime II & VII | 10 de junho de 1688     | 10 de junho de 1688     | 11 de dezembro de 1688 deposição do pai            | 1 de janeiro de 1766    | príncipe de Gales; duque da Cornualha; conde de Carrick e Chester; barão de Renfrew; lorde das Ilhas                                               | –            | –               |

### Herdeiros aparentes do Reino Unido
| Imagem | Nome            | Herdeiro de | Nascimento             | Feito duque em         | Abdicou em                          | Morte                 | Outros títulos | Nome real    | Consorte                               |
| ------ | --------------- | ----------- | ---------------------- | ---------------------- | ----------------------------------- | --------------------- | --- | ------------ | -------------------------------------- |
|        | Jorge           | Jorge I     | 30 de outubro de 1683  | 1 de agosto de 1714    | 28 de maio de 1727 tornou-se rei    | 25 de outubro de 1760 | príncipe de Gales; duque de Cambridge e Cornualha; conde de Milford Heaven, Carrick e Chester; visconde Northallerton; barão de Tewkesbury e Renfrew; lorde das Ilhas                         | Jorge II     | Carolina de Ansbach                    |
|        | Frederico       | Jorge II    | 20 de janeiro de 1707  | 8 de janeiro de 1729   | 20 de março de 1751                 | 20 de março de 1751   | príncipe de Gales; duque de Gloucester, Cornualha e Edimburgo; marquês da Ilha de Ely; conde de Carrick, Chester e Eltham; visconde de Lanceston; barão de Snowdon e Renfrew; lorde das Ilhas | –            | Augusta de Saxe-Gota                   |
|        | Jorge           | Jorge III   | 12 de agosto de 1762   | 12 de agosto de 1762   | 29 de janeiro de 1820 tornou-se rei | 26 de junho de 1830   | príncipe de Gales; duque da Cornualha; conde de Carrick e Chester; barão de Renfrew; lorde das Ilhas                                                                                          | Jorge IV     | Maria Ana Smythe Carolina de Brunswick |
|        | Alberto Eduardo | Vitória     | 9 de novembro de 1841  | 9 de novembro de 1841  | 22 de janeiro de 1901 tornou-se rei | 6 de maio de 1910     | príncipe de Gales; duque da Cornualha; conde de Carrick, Chester e Dublin; barão de Renfrew; lorde das Ilhas                                                                                  | Eduardo VII  | Alexandra da Dinamarca                 |
|        | Jorge           | Eduardo VII | 3 de junho de 1865     | 22 de janeiro de 1901  | 6 de maio de 1910 tornou-se rei     | 20 de janeiro de 1936 | príncipe de Gales; duque da Cornualha e Iorque; conde de Carrick, Chester e Inverness; barão de Renfrew e Killarney; lorde das Ilhas                                                          | Jorge V      | Maria de Teck                          |
|        | Eduardo         | Jorge V     | 23 de junho de 1894    | 6 de maio de 1910      | 20 de janeiro de 1936 tornou-se rei | 28 de maio de 1972    | príncipe de Gales; duque da Cornualha; conde de Carrick e Chester; barão de Renfrew; lorde das Ilhas                                                                                          | Eduardo VIII | –                                      |
|        | Carlos          | Isabel II   | 14 de novembro de 1948 | 6 de fevereiro de 1952 | 8 de setembro de 2022 tornou-se rei | -                     | príncipe de Gales; duque da Cornualha, conde de Carrick e Chester; barão de Renfrew; lorde das Ilhas                                                                                          | Carlos III   | Diana Spencer Camilla Parker Bowles    |
|        | Guilherme       | Carlos III  | 21 de junho de 1982    | 8 de setembro de 2022  | titular                             | titular               | Principe de Gales, duque da Cornualha, duque de Cambridge, conde de Carrick e Chester; barão de Renfrew; lorde das Ilhas                                                                      | –            | Catherine Middleton                    |